# میا والاس
میا والاس (انگلیسی: Mia Wallace) شخصیتی تخیلی است که به‌وسیلهٔ اوما تورمن در فیلم داستان عامه‌پسندِ کوئنتین تارانتینو در سال ۱۹۹۴ به تصویر کشیده شد. این شخصیت، نقش برجستهٔ تورمن بود و برایش نامزدی جایزه اسکار بهترین بازیگر نقش مکمل زن را به دنبال داشت. این شخصیت به یک نماد فرهنگی تبدیل شد.
میا شخصیتی بود که نقش عمده‌ای در کارهای تبلیغاتی فیلم داشت و پوستر فیلم طرحی از اوست که سیگاری در دستش دارد.

## انتخاب بازیگر
نخست در انتخاب بازیگر، کوئنتین تارانتینو و میرامکس، ایزابلا روسلینی و مگ رایان برای این نقش در نظر داشتند. دیگر بازیگران زن مطرح‌شده عبارتند از داریل هانا، جون کیوسک، هلی بری، جولیا لوئی درایفوس، هالی هانتر و الفری وودارد. میشل فایفر برای این نقش تست بازیگری داد و تارانتینو او ترجیح می‌داد. کیت بکینسیل نیز تست داد.
رزانا آرکت مورد توجه قرار گرفت اما در نهایت نقش جودی را در این فیلم بازی کرد. خواهرش پاتریشا یکی از گزینه‌های تارانتینو برای بازی در نقش میا بود. دیگر بازیگران زن این لیست عبارتند از: ویرجینیا مدسن، مریسا تومی، جنیفر بیلز، پم گریر، فوبه کیتس، بریجیت فوندا، جاسمین گای، آنجلا باست، آنت اوتول، دبرا وینگر، رابین رایت، مگ تیلی، سینداش ویلیامز و نو باشه رایت.
جی مولونی، مدیر برنامه‌های تورمن، نسخه‌ای از فیلمنامه را خواند و احساس کرد که میا برای او عالی است. اما تورمن مطمئن نبود که این نقش برای او مناسب باشد. او عقیده داشت که فیلم‌نامه ترسناک و مبتذل است. علی‌رغم تردیدهایش، او تارانتینو را برای یک ناهار سه ساعته در لس آنجلس ملاقات کرد، و سپس ساعت‌ها بحث در آپارتمان تورمن در نیویورک صورت گرفت.

## طراحی شخصیت
میا به اقتباس از بازیگر آنا کارینا طراحی شد. این بازیگر چهره برجسته‌ای در موج نوی فرانسه بود و موزِ کارگردان ژان-لوک گدار محسوب می‌شد. برای ظاهر میا در فیلم، طراح صحنه و لباس بتسی هیمن ظاهر او را شبیه به سگ انباری ماده خلق کرد. او همچنین مارک‌های معروف طراحی مانند شنل را گنجاند تا نشان دهد که او زن جوان یک رئیس تبهکاران ثروتمند است. علاوه بر این، ظاهر او از ستارگان فیلم صامت الهام گرفته شده بود و به منظور نمایش دوبارهٔ زن شهرآشوب خلق شد. شخصیت و ظاهر میا نیز یادآور شخصیت الویرا هنکوک (با بازی میشل فایفر) از فیلم صورت‌زخمی اثر برایان دی پالما است.

## رخدادهای پالپ فیکشن

### وینسنت وگا و همسر مارسلوس والاس
میا همسر رئیس تبهکاران، مارسلوس والاس (وینگ ریمز) است. قبل از ملاقات با مارسلو، میا بازیگری مشتاق بود که در یک قسمت آزمایشی به نام فاکس فورس فایو ظاهر شد اما این قسمت در کسب بیننده موفق نبود.
مارسلوس به خارج از شهر می‌رود و از وینسنت وگا (یکی از آدم‌کش‌هایش با بازی جان تراولتا)، می‌خواهد تا زمانی که او نیست، میا را برای شام بیرون بیاورد. وینسنت موافقت می‌کند، اما نگران است چگونه به نظر برسد. هنگامی که در مورد بیرون بردن میا پرسیده شد، او بارها تأکید می‌کند که «این یک قرار عاشقانه نیست». دوست و شریک جنایتکار و همکار وگا، یعنی جولز وینفیلد (ساموئل ال. جکسون) به او هشدار می‌دهد که موقعیت خود را فراموش نکند و داستانی در مورد یکی از مردان مارسلوس به‌نام تونی را تعریف می‌کند که ظاهراً به این دلیل که پای میا را ماساژ داده‌است، مارسلوس او را ساختمان چهار طبقه به پایین انداخت.
هنگامی که وینسنت به خانه میا می‌رود، آن دو سپس برای صرف شام به جک رابیت اسلیم، رستورانی با تم دههٔ ۱۹۵۰، می‌روند. در طول شام، میا و وینسنت در مورد موضوعاتی مانند سکوت‌های عذاب‌دهنده، حرفه بازیگری میا، فرهنگ پاپ دهه ۱۹۵۰ و ۱۹۶۰ و برخی شایعات مربوط به همکاران تجاری وینسنت صحبت می‌کنند. هنگامی که وینسنت اتفاقی را که برای راکامورا رخ داد را بیان می‌کند، میا می‌گوید «تنها چیزی که تونی تا به حال از من لمس کرد، دست من بود.» ناگهان دی‌جی رستوران مسابقه رقص را اعلام می‌کند و میا می‌خواهد جام مسابقه را به دست آورد. اگرچه وینسنت تمایلی به رقص ندارد، از جایش بلند می‌شود و همراه میا با ترانهٔ «هیچ‌کس نمی‌داند» اثر چاک بری به سبک توییست می‌رقصد.
وقتی میا و وینسنت برای جشن گرفتن به خانه برمی‌گردند، وینسنت به سرویس بهداشتی می‌رود در حالی که میا با ترانهٔ «دختر، تو به زودی زن می‌شوی» می‌رقصد. در حالی که وینسنت به این فکر می‌کند که بعداً در حمام چه کاری انجام دهد، میا یک کیسه کوچک هروئین را در داخل جیب کت وینسنت پیدا می‌کند و به خیال اینکه کوکائین است آن را مصرف می‌کند. وقتی وینسنت از حمام برمی‌گردد، متوجه می‌شود که میا روی مبل اوردوز و دیوانه‌وار او را به خانه فروشنده هروئینش لنس (با بازی اریک استولتس) می‌برد تا او را نجات دهد. لنس یک سرنگ پر از آدرنالین می‌آورد و وینسنت  آن را به‌طور مستقیم در قلب میا تزریق می‌کند که بلافاصله او را احیا می‌کند و میا نجات می‌یابد.
پس از این ماجرا وینست و میا به خانه والاس بازمی‌گردند. میا با خجالت از وینسنت می‌خواهد که آنچه را اتفاق افتاده به مارسلوس نگوید، زیرا مطمئناً برای هر دوی آنها دردسر بزرگی خواهد داشت.

### ساعت طلایی
وقتی بوچ کولیج (بروس ویلیس) با پیروزی در یک مبارزه به مارسلوس خیانت می‌کند، مارسلوس وینسنت را می‌فرستد تا او را بکشد. وینسنت میا را می‌بیند که با مارسلوس در حال جلوس است و میا برای شام روز قبل از او تشکر می‌کند.

### وضعیت بانی
در حالی که همسرش مارسلوس تلفنی با جولز صحبت می‌کند، میا با لباس شنا در کنار استخرش دیده می‌شود.

## ریون مک‌کوی
ریون مک‌کوی شخصیتی بود که میا نقش او را در سریال فاکس فورس فایو بازی کرد. او مرگبارترین زن چاقوکش در جهان است که توسط اجراکنندگان سیرک بزرگ شده‌است و جوک‌های قدیمی زیادی را می‌داند که از پدربزرگش (که مجری ودویل بود) یادگرفته است. مک‌کوی اشاره ای به سه شخصیت مردان ایکس است. نام اول او از ریون دارکلمه و آخرین نام او از هنک مک کوی گرفته شده‌است. پیشینه او مانند نایت‌کرالر است که توسط بازیگران سیرک بزرگ شد. خود سریال با الهام از فیلم د دال اسکواد ساخته شد.

## صحنه رقص
صحنه رقص معروف بین میا و وینسنت وگا از فیلم گربه‌های اشرافی محصول دیزنی و صحنه‌ای از دسته جداافتاده‌ها ساختهٔ ژان-لوک گدار با بازی آنا کارینا و کلود براسر الهام گرفته شده‌است. همچنین از صحنه‌ای در فیلم هشت‌ونیم ساختهٔ فدریکو فلینی با حضور باربارا استیل و ماریو پیسو الهام گرفته شد.
صحنه رقص میا-وینسنت در فیلم‌های مورچه‌ای به نام زی و باحال باش تقلید شد. در باحال باش تراولتا و تورمن بار دیگر در نقش شخصیت‌های متفاوت هم‌بازی شدند.